# 大岩真由美
大岩 真由美（おおいわ まゆみ、1972年4月11日 - ）は、日本のサッカー指導者、元審判員（国際女子主審）。現在は、日本サッカー協会理事。

## 人物
北海道室蘭市出身。高校卒業後、少年サッカーのコーチとして誘いを受けるという出会いをきっかけに審判員の資格を取得、当時は選手としての活動も望んでいたため、少年団と協力し女子チームを作り選手としての活動も続ける。その後、1995年に北海道では女性として初めて2級審判員を取得。1999年に女子1級審判員の資格を取得。L・リーグ（現・なでしこリーグ）の主審となる。
2002年、女子国際主審に登録され、カナダで開催された2002 FIFA U-19女子世界選手権（現：FIFA U-20女子ワールドカップ）に派遣、8月18日に行われた開幕戦・アメリカvsイングランド戦の主審として、FIFA主催大会で日本人女子として初めて笛を吹く。
2004年12月、女性で初めてとなる1級審判員の資格を取得し、2005年3月27日に行われた日本フットボールリーグ(JFL)前期第1節・佐川急便東京SCvsSC鳥取戦で女性として初めてJFLの主審を務める。
その後、平日は会社員として働き、週末はJFLなどの主審として活動。2006年1月2日、全国高校選手権2回戦の麻布大渕野辺vs高松商戦でも、選手権史上初の女性主審として笛を吹いた。他には天皇杯１回戦も担当した。2007年に行われたFIFA 女子ワールドカップ中国2007の主審にも選ばれ2試合で主審を務め、決勝戦では第4の審判員を担当した（FIFA主催の女子の大会で日本人の女性審判員が決勝戦を担当するのは初めて）。
2007年限りで国際主審を引退、2008年シーズン限りで現役審判を引退。ラストマッチは第30回全日本女子サッカー選手権大会決勝の日テレ・ベレーザvsINAC神戸レオネッサ戦（2009年1月1日）戦の主審であった。
引退後2009年、女性として初めてS級/１級審判インストラクターを取得。その後、AFC審判インストラクター・FIFA審判インストラクターとしても活動した。
2010年4月、室蘭市の室蘭大谷高等学校女子サッカー部の監督に就任。指導者として同高校を同年から3大会連続で全日本高等学校女子サッカー選手権大会に出場し、2012年には、高校総体に女子サッカー競技が加わり第１回総体に出場、皇后杯が授与されるようになった全日本女子サッカー選手権にも初出場を果たした。３年目、北海道大会の4冠達成。2013年まで監督を務めた。
その後は日本サッカー協会 (JFA) の要職に就き、2012年に理事、2013年に特任理事に就任。2021年には日本女子サッカーリーグ理事に就任、同年にはJFA評議員に女性で初めて就任。
2022年6月、北海道サッカー協会副会長、室蘭地区サッカー協会副会長に就任。

## 脚註
1. ↑  “FIFA U-20 Women's World Cup / USA 5-1 England”. INSIDE FIFA. 2023年12月23日閲覧。
2. ↑  “大岩真由美1級審判員が女子審判員として初めてJFL主審に”.  J's GOALアーカイブ (2005年3月24日). 2018年3月28日閲覧。
3. ↑  “第7回日本フットボールリーグ 前期 第1節 佐川急便東京SC-SC鳥取 公式記録” (PDF).  日本フットボールリーグ. 2019年5月23日閲覧。
4. ↑  『【FIFA 女子ワールドカップ 中国2007】決勝戦第4の審判員に大岩真由美さんが決定』（プレスリリース）日本サッカー協会、2007年9月29日。2019年5月23日閲覧。
5. 1 2  “伊達でサッカー元国際審判員・大岩さんが講演”. 室蘭民報. (2016年9月27日) 2018年3月28日閲覧。
6. 1 2  “「広報むろらん」2010年6月号20ページ” (PDF).  室蘭市. 2013年1月14日閲覧。
7. ↑  同大会は2012年度の第21回大会から、従来の同年8月から翌年1月の開催へ変更されたため、暦年では「3年連続」ではない。
8. ↑  “2022年度 第3回 理事会 議事録”.   公益財団法人北海道サッカー協会 (2022年6月25日). 2023年12月23日閲覧。